# Stadtkirche Storkow (Mark)

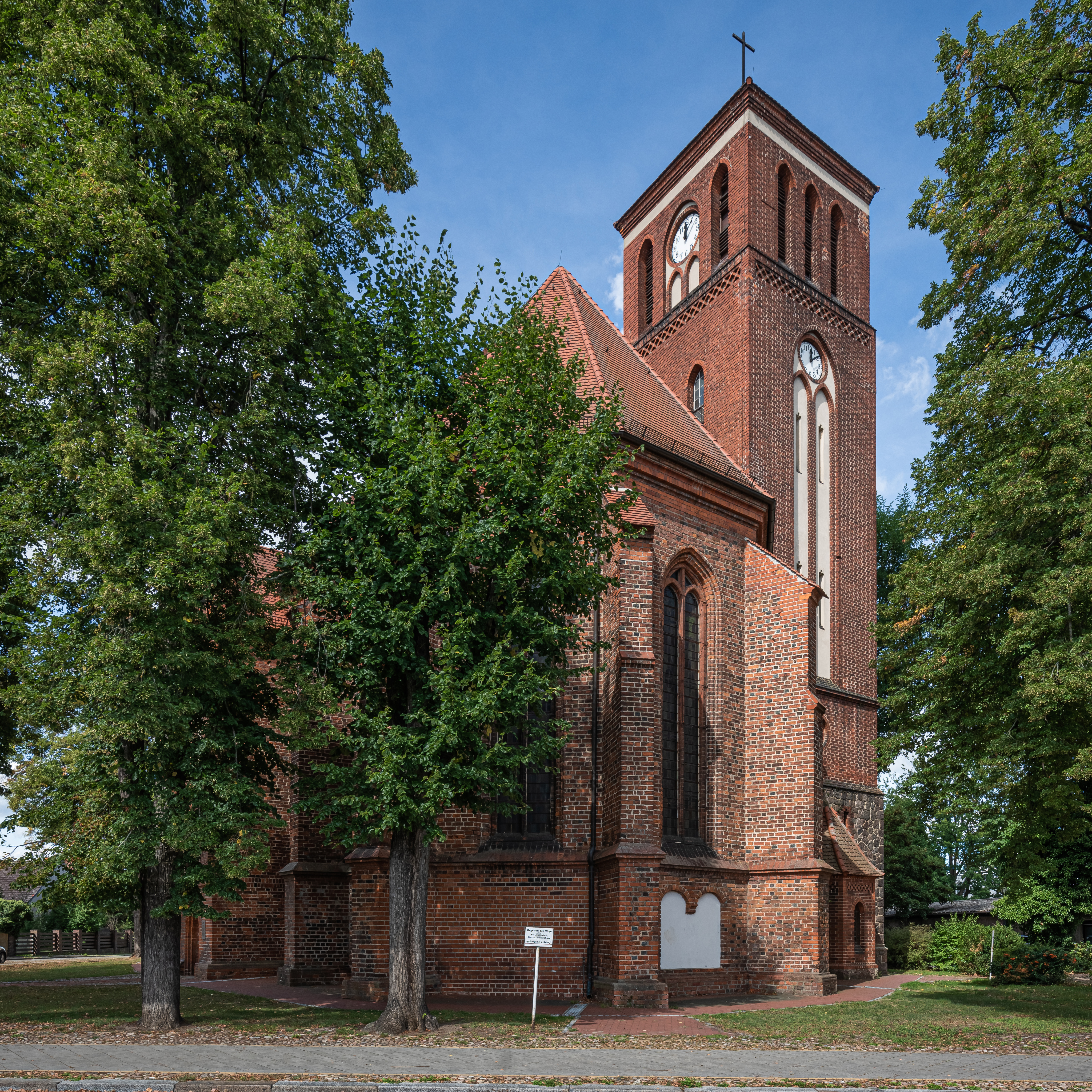
Stadtkirche Storkow (Mark)

Die evangelische, denkmalgeschützte Stadtkirche Storkow (Mark) steht in Storkow, einer Stadt im Landkreis Oder-Spree in Brandenburg. Die Kirche gehört zur Kirchengemeinde Storkower Land im Kirchenkreis Oderland-Spree der Evangelischen Kirche Berlin-Brandenburg-schlesische Oberlausitz.

## Beschreibung
Die gotische Saalkirche stammt im Kern vermutlich aus dem 15. Jahrhundert. Sie besteht aus einem Langhaus mit zwei Jochen und einem Chor mit Fünfachtelschluss im Osten, die von Strebepfeilern gestützt werden. Zwischen 1845 und 1859 erfolgte im Rahmen einer umfassenden Erneuerung der Anbau einer Sakristei an der Nordwand des Chors, über der 1895/96 ein Chorflankenturm errichtet wurde. Im Zweiten Weltkrieg wurde die Kirche in großen Teilen zerstört, wobei die spätgotischen Sterngewölbe einstürzten. Beim Wiederaufbau zwischen 1948 und 1951 erhielt das Innere eine Flachdecke. 
Der Innenraum hat Emporen an drei Seiten, die Westempore ist zweigeschossig. Von den ehemaligen Gewölben haben sich die Ansätze erhalten, von denen vier im Chorraum mit als „Wendenköpfe“ bezeichneten Konsolenmasken geschmückt sind. Zur Ausstattung gehört ein spätgotischer, aus einem Fuß und einer ursprünglich nicht dazugehörigen Kuppa zusammengesetzter Taufstein. Die Orgel wurde 1957 von der Orgelbau-Anstalt W. Sauer in Frankfurt (Oder) gebaut.